# La Opinión A Coruña
La Opinión A Coruña es un diario de información general cuya área de distribución es la provincia de La Coruña. Inició su publicación el 4 de octubre de 2000, por lo que es uno de los periódicos más jóvenes de Galicia. 
Es uno de los diarios integrados en Prensa Ibérica, grupo de comunicación que edita más de una quincena de publicaciones, algunas de las cuales son líderes de audiencia en sus respectivas comunidades autónomas.
La sede de La Opinión A Coruña está ubicada en la calle Fonseca, lugar al que se trasladó en 2023 tras estar desde sus inicios en la calle de la Franja, una de las más emblemáticas del casco histórico coruñés, en pleno barrio de A Pescadería. Es el único periódico editado en la ciudad que tiene su redacción y administración emplazadas en el centro de A Coruña. 
La Opinión A Coruña cuenta con una plantilla de más de 30 profesionales, de los cuales más de la mitad son periodistas. El diario dedica una especial atención a la información local generada en la ciudad de A Coruña y en su área metropolitana, en cuya cobertura informativa ha sido pionera al destinar una página diaria a la actualidad de cada uno de los municipios que la integran.

## Edición digital
La implantación del periódico en Internet se lleva a cabo mediante La Opinión A Coruña, cuya publicación comenzó en el mismo momento de la aparición del diario en papel.
Esta edición electrónica se ha convertido en uno de los medios de comunicación gallegos más consultados y una más de las fórmulas a las que recurre el periódico para mantener un contacto directo e inmediato con los intereses y opiniones de los lectores.

## Directores
- Francisco Orsini (2000-2010)
- Carmen Merelas (2010-2023)
- Manuel Ferreiro (desde 2023)